# Serie 4300 de FGV
La Serie 4300 de FGV es una serie de trenes concebida para el servicio suburbano del Metro de Valencia. Esta serie sustituyó a los trenes de las series 3600 y 3700 en el servicio de las líneas 1 y 2, así como a los de la serie 3900 en el servicio de las líneas 3, 5, 7 y 9.
Esta serie es una versión actualizada de los trenes de la 3900, puesto que su diseño pretendió recuperar las prestaciones que éstas tenían cuando circulaban solo con tres coches antes de agregarles el cuarto coche. Además, son estéticamente parecidas.
Una vez entregadas las 30 primeras unidades, desde la unidad 4331 hasta la unidad 4350 las unidades llevan un nuevo coche del tipo remolque motor (Rm) para que contengan 5 coches, así forman una composición M-R-Rm-R-M. 
En la actualidad hay 62 unidades en servicio (42 están formadas por cuatro coches y las otras 20 tienen cinco coches).

## Historia
En el año 2005 la Generalidad Valenciana firmó un contrato con la empresa Vossloh para la adquisición de un pedido de 42 unidades de metro totalmente nuevas, una vez visto el fracaso que supuso reformar 2 de los 10 trenes de la serie 3600. En agosto de 2006 el pedido se amplió en 20 unidades más siendo la cantidad total de 62 unidades nuevas.
Desde julio del año 2009 algunas de las unidades incorporan un quinto coche que permite aumentar la capacidad de 600 a 750 pasajeros y que actualmente prestan servicio en las líneas 3, 5, 7 y 9 después de que los andenes de las estaciones en superficie se modificaron para adaptarlos a los nuevos convoyes.